# Olympisch stadion (Pyeongchang)
Het Olympisch stadion van Pyeongchang was een tijdelijke faciliteit waar de opening- en sluitingsceremonie van de Olympische Winterspelen van 2018 werden gehouden. In maart 2018 werden hier ook de ceremonies van de Winter Paralympics gehouden. Het was gelegen in het district Pyeongchang, en telde 35.000 zitplaatsen in een vijfhoekige opstelling.
Het stadion, dat omgerekend zo'n 78 miljoen dollar kostte, is na de Spelen weer afgebroken. De bouw startte in 2014, en het stadion was in september 2017 klaar.
Naast het stadion stond een Olympische beurshal, samen met eetgelegenheden en andere attracties. Deze zijn na de Spelen blijven staan. Ook de locatie waar de medailleuitreiking plaatsvond, bevond zich in de buurt van dit stadion.